# فان تشونغ
فان تشونغ (بالإنجليزية: Fan Chung) هي عَالِمَة حاسوب ورياضياتية أمريكية، ولدت في 9 أكتوبر 1949 في كاوهسيونغ في تايوان.

## سيرة أكاديمية
تعمل تشونغ منذ عام 1998 كأستاذ للرياضيات في جامعة كاليفورنيا، وكانت قد حصلت على درجة الدكتوراه من جامعة بنسلفانيا في عام 1974 تحت إشراف هربرت ويلف بعد أن عملت كباحثة في الجامعة لمدة 19 عاماً.
تعمل تشونغ في هيئات تحرير أكثر من عشرة مجلات عالمية مرموقة، وقد ألقت محاضرات في العديد من المؤتمرات، بما في ذلك المؤتمر الدولي لعلماء الرياضيات في عام 1994، ومحاضرة عامة حول الرياضيات في المؤتمر السنوي للجمعية الرياضية الأمريكية لعام 2008، وأصبحت زميلة في الجمعية الرياضية الأمريكية عام 2012، وقد نشرت حتى الآن أكثر من 200 ورقة علمية بحثية وثلاثة كتب هي: إردوس في علم الرسوم (1998)، نظرية الرسم الطيفي (1997)، الرسوم البيانية والشبكات والمعقدة (2006).
تزوجت تشونغ مرتين ولها طفلان.

## سيرة شخصية
ولدت تشونغ في 9 أكتوبر 1949 في كاوشيونغ - تايوان. بدأ اهتمامها بالرياضيات منذ نعومة أظفارها بفضل والدها المهندس، تميزت في مجال الرياضيات في المدرسة الثانوية في كاوشيونغ، ودخلت جامعة تايوان الوطنية ، وهناك بدأت مسيرتها المهنية في الرياضيات بشكل رسمي، إذ كانت محاطة بالعديد من علماء الرياضيات البارزين، وهو الأمر الذي شجعها على متابعة دراسة الرياضيات والتركيز عليها.
تخرجت تشونغ من جامعة تايوان الوطنية مع درجة البكالوريوس في الرياضيات، ثم ذهبت إلى جامعة بنسلفانيا لمتابعة مسيرتها في دراسة الرياضيات، وهناك حصلت على أعلى درجة في الامتحان التأهيلي بفارق كبير عن بقية المتقدمين، وأثارت انتباه هربرت ويلف الذي أصبح لاحقاً المشرف عليها في مرحلة الدكتوراه. اقترح ويلف نظرية رامزي كموضوع يمكن أن تعمل تشونغ عليه، وخلال أسبوع واحد فقط من دراسة المادة توصلت تشونغ إلى أدلة جديدة للنتائج المحددة في هذه النظرية.
حصلت تشونغ على درجة الماجستير في عام 1972 وعلى الدكتوراه بعد سنتين. بحلول ذلك الوقت كانت قد تزوجت وأنجبت طفلها الأول. في نفس العام بدأت العمل في مجال الأسس الرياضية لقسم الحوسبة في مختبرات بيل في موراي هيل - نيو جيرسي. شكل العمل في مختبرات بيل فرصة ممتازة لتشونغ للعمل مع علماء رياضيات ممتازين، وقد ساهمت في هذه الفترة في العديد من الأبحاث الرياضية، فنشرت العديد من الأبحاث الرياضية المثيرة للإعجاب، ونشرت أبحاث مشتركة مع رون غراهام.
قررت تشونغ العودة إلى جامعة بنسلفانيا في عام 1998 لتشغل منصب أستاذ الرياضيات هناك بعد عشرين عاماُ من العمل في مختبرات بيل. عُينت تشونغ كأستاذ مادة الرياضيات في جامعة كاليفورنيا، وقد نشرت حتى الآن أكثر من 200 ورقة بحثية علمية وثلاثة كتب.
لقد شهدت نظرية الرسوم البيانية تغيراً هاماً في العقد الماضي، يرجع هذا التغيير في جزء كبير منه إلى الكم الهائل من المعلومات المتوافرة بين أيدينا، تتمثل الطريقة الرئيسية للتفريق بين مجموعات البيانات الضخمة في إنشاء وفحص الشبكة المكونة بواسطة العلاقات المتبادلة، فمثلاً تعتمد خوارزميات بحث الويب الناجحة في موقع غوغل على الرسم البياني WWW والذي يشمل جميع صفحات الويب كرؤوس والارتباطات التشعبية كحواف. هناك شبكات معلومات لكل شيء تقريباً، مثل الشبكات البيولوجية المبنية من قواعد البيانات البيولوجية والشبكات الاجتماعية المُشكلة عن طريق البريد الإلكتروني والمكالمات الهاتفية والمراسلات الفورية وغيرها، بالإضافة إلى أنواع مختلفة من الشبكات المادية. يتمتع الرسم البياني بأهمية خاصة بالنسبة لعلماء الرياضيات، لأنه يعتمد على البيانات الناتجة عن المراجعات الرياضية.
صُورت حياة تشونغ في الفيلم الوثائقي «الفتيات اللاتي وقعن في حب الرياضيات» الصادر عام 2017.

### مختبرات بيل
تخرجت فان تشونغ من جامعة بنسلفانيا عام 1974 وأصبحت عضواً في فريق تقني يعمل في قسم الأسس الرياضية لفرع الحوسبة في مختبرات بيل في موراي هيل - نيو جيرسي. عملت تشونغ تحت إشراف هنري بولاك، وتعاونت مع العديد من علماء الرياضيات البارزين الذين يعملون في تلك المختبرات. وفي عام 1975 نشرت أول بحث لها بالاشتراك مع غراهام حول نظرية رامزي عن الأطياف المتعددة للرسوم البيانية ثنائية القطب.
أعيدت هيكلة شركة بيل عام 1983، وعندما أصبح بولاك رئيساً لوحدة الأبحاث في الشركة الجديدة طلب من تشونغ أن تصبح مديرة للأبحاث في الشركة، واستمرت في هذا المنصب حتى عام 1990، وقد أشرفت خلال هذه الفترة على العديد من علماء الرياضيات في المختبر.
رأت تشونغ في نهاية المطاف أنَّه على الرغم من أن الناس يحترمونها بسبب قدرتها على اتخاذ القرارات الإدارية، ولكنها تفضل أن تحترم بسبب إنجازاتها في الرياضيات، ولذلك قررت أن تعود إلى التدريس والعمل الأكاديمي.

### رونالد غراهام
انتهى زواج فان تشونغ الأول بالطلاق في عام 1982. وعندما عملت في مختبرات بيل قابلت رونالد غراهام، وأصبح العالمان صديقين مقربين ونشرا العديد من الأبحاث المشتركة عن نظرية الرسوم البيانية، وتزوجا في نهاية المطاف في عام 1983.
قالت تشونغ عن زواجها:
إنَّ كثيراً من علماء الرياضيات يكرهون الزواج من شخص يعمل في نفس المهنة، لأنهم يخشون أن تكون علاقتهم تنافسية، أما في حالتنا ليس كلانا عالم رياضيات فقط، بل كلانا يعمل في نفس المجال، لذلك يمكننا أن نفهم ونقدر عمل الآخر، ويمكننا العمل على الأشياء معاً وتحقيق إنجازات جيدة بفضل هذا التعاون.
تعاون الزوجان في تأليف أول كتاب لهما عام 1998.

## الأبحاث

### نظرية الرسم البياني الطيفي
تعتبر مساهمات فان تشونغ في نظرية الرسم البياني الطيفي أهم إنجازاتها العلمية، وقد أسست من خلال منشوراتها في هذا المجال قاعدة صلبة في نظرية الرسم الطيفي لمنظري الرسم البياني المستقبلي.
تجمع نظرية الرسم البياني الطيفية بين الجبر والرسم البياني بشكل مثالي، إذ تتعامل الطرق الجبرية مع أنواع كثيرة من الرسوم البيانية بكفاءة.، وقد شكل عمل تشونغ نهجاً هندسياً لنظرية الرسم الطيفي مع ارتباطات بالهندسة التفاضلية.
نشرت الجمعية الأمريكية للرياضيات في عام 1997 كتاب نظرية تشونغ الطيفية، وأصبح هذا الكتاب مرجعاً معتمداً في العديد من الجامعات، ومفتاحاً لدراسة نظرية الرسم الطيفي للعديد من طلاب الرياضيات المهتمين بهذا المجال. تحقق دراسة فان تشونغ في نظرية الرسم البياني الطيفي هذا التمثيل الجبري للرسوم البيانية إلى مستوى جديد ومتطور.

### علم الشبكات
يلقي عمل فان تشونغ في نماذج بيانية عشوائية أضواء جديدة على مجال علوم الشبكات، إذ يمكن تطبيقه على العديد من شبكات المعلومات الكبيرة في العالم الحقيقي مثل الرسوم البيانية على الإنترنت ورسوم المكالمات غيرها. عملت تشونغ على نموذج تشونغ لو رائد نظرية معالجة الرسوم البيانية العشوائية ووفر عملها هذا إطاراً متيناً للتحليل الكمي الصارم لنمذجة وتحليل الشبكات المعقدة الكبيرة، وأصبح معياراً شهيراً للمقارنة بين نماذج الرسوم البيانية الجديدة في علم الشبكات.
شاركت الجمعية الأمريكية للرياضيات ومجلس المؤتمرات للعلوم الرياضية في عام 2006 في نشر كتاب الرسوم البيانية والشبكات المعقدة لفان تشونغ ولينيوان لو، وقد قدم الكتاب عرضاً مفصلاً لاستخدام الأساليب التوافقية والاحتمالية والطيفية بالإضافة إلى أدوات جديدة ومحسنة لتحليل شبكات المعلومات الكبيرة في العالم الحقيقي.